# Listă de personalități din Milano

Emblema orașului Milano

Această listă de personalități marcante din Milano cuprinde o enumerare cronologică și alfabetică a celor mai reprezentative persoane născute în marele oraș italian sau al căror nume este legat de acest oraș.
Dacă nu este precizată etnia unei persoane, se subînțelege că acesta este italiană.
| Listă cronologică: Secolele II - XVI • Secolul al XVII-lea • Secolul al XVIII-lea • Secolul al XIX-lea • Secolul al XX-lea • Secolul al XXI-lea |
| Listă alfabetică: A • B • C • D • E • F • G • H • I • J • K • L • M • N • O • P • Q • R • S • T • U • V • X • Y • Z                             |
| Vezi și • Note |

## Listă cronologică

### Secolele II - XVI
- Bernabò Visconti (1323 - 1385), nobil;
- Giovanni Battista Castaldo (1493 - 1563), condotier, om de stat;
- Giuseppe Arcimboldo (1527 - 1593), pictor;
- Caravaggio (1571 - 1610), pictor;
- Bonaventura Cavalieri (1598 - 1647), matematician;

### Secolul al XVII-lea
- Giovanni Ceva (1647 - 1734), matematician;
- Tommaso Ceva (1648 - 1737), matematician, fratele lui Giovanni;

### Secolul al XVIII-lea
- Maria Gaetana Agnesi (1718 - 1799), matematician;
- Cesare Beccaria Bonesana (1738 - 1794), jurist, economist;

### Secolul al XIX-lea
- Francesco Brioschi (1824 - 1897), matematician;
- Giovanni Beltrami[1] (1860 - 1926), pictor;
- Ettore Bugatti (1881 - 1947), constructor auto;
- Luisa Casati (1881 - 1957), finanțator de artă;
- Giovanni Battista Angioletti (1896 - 1961), scriitor;

### Secolul al XX-lea
- Roberto Calvi (1920 - 1982), bancher;
- Valentina Cortese (1923 - 2019), actriță;
- Gianna Maranesi (n. 1926), fotomodel;
- Lucia Bosè (1931 - 2020), actriță;
- Claudio Abbado (1933 - 2014), dirijor;
- Bettino Craxi (1934 - 2000), fost premier;
- Silvio Berlusconi (n. 1936), fost premier;
- Adriano Celentano (n. 1938), muzician;
- Fausto Bertinotti (n. 1940), om politic;
- Andrea De Carlo (n. 1952), scriitor;
- Diego Abatantuono (n. 1955), scenarist, actor;
- Elisabetta Dami (n. 1958), scriitoare;
- Andrea Chiesa (n. 1964), pilot de Formula 1 elvețian;
- Tricarico (n. 1971), cântăreț;
- Samantha Cristoforetti (n. 1977), astronaut;
- Federica Brignone (n. 1990), schioare;
- Tananai (n. 1995), cantautor.

## Listă alfabetică

### A
- Diego Abatantuono (n. 1955), scenarist, actor;
- Claudio Abbado (1933 - 2014), dirijor;
- Maria Gaetana Agnesi (1718 - 1799), matematician;
- Giovanni Battista Angioletti (1896 - 1961), scriitor;
- Giuseppe Arcimboldo (1527 - 1593), pictor;

### B
- Cesare Beccaria Bonesana (1738 - 1794), jurist, economist;
- Giovanni Beltrami[1] (1860 - 1926), pictor;
- Silvio Berlusconi (n. 1936), fost premier;
- Fausto Bertinotti (n. 1940), om politic;
- Lucia Bosè (1931 - 2020), actriță;
- Federica Brignone (n. 1990), schioare;
- Francesco Brioschi (1824 - 1897), matematician;
- Ettore Bugatti (1881 - 1947), constructor auto;

### C
- Roberto Calvi (1920 - 1982), bancher;
- Caravaggio (1571 - 1610), pictor;
- Andrea De Carlo (n. 1952), scriitor;
- Luisa Casati (1881 - 1957), finanțator de artă;
- Giovanni Battista Castaldo (1493 - 1563), condotier, om de stat;
- Bonaventura Cavalieri (1598 - 1647), matematician;
- Adriano Celentano (n. 1938), muzician;
- Giovanni Ceva (1647 - 1734), matematician;
- Tommaso Ceva (1648 - 1737), matematician, fratele lui Giovanni;
- Andrea Chiesa (n. 1964), pilot de Formula 1 elvețian;
- Valentina Cortese (1923 - 2019), actriță;
- Bettino Craxi (1934 - 2000), fost premier;
- Samantha Cristoforetti (n. 1977), astronaut;

### D
- Elisabetta Dami (n. 1958), scriitoare.

### M
- Gianna Maranesi (n. 1926), fotomodel.

### T
- Tananai (n. 1995), cantautor;
- Tricarico (n. 1971), cântăreț.

### V
- Bernabò Visconti (1323 - 1385), nobil;